# Dickie Jones
Richard Percy Jones, detto Dickie o Dick (Snyder, 25 febbraio 1927 – Los Angeles, 7 luglio 2014) è stato un attore e doppiatore statunitense.

## Biografia
Dickie Jones nacque a Snyder il 25 febbraio 1927, dal padre che lavorava come montatore nei giornali in Texas. Giunse al successo come attore in età giovanissima, lanciato da Hoot Gibson per fare piccoli ruoli in film western e televisivi. Iniziò a recitare sin dal 1934, da quando aveva solo sette anni.
Il successo arrivò con Pinocchio del 1940 in cui diede la voce all'omonimo protagonista. Nel 2000 è stato inserito nel gruppo delle "Leggende Disney". Dal 1954, è stato sposato con Betty Ann Bacon, con cui è rimasto fino alla morte; hanno avuto quattro figli: Melody, Rick e i gemelli, Jeffrey e Jennifer. Nel 1965 abbandonò la carriera artistica per un'attività bancaria e di agente immobiliare.
È morto in seguito ad una caduta nella sua casa nel 2014, a 87 anni.

## Riconoscimenti
- Young Hollywood Hall of Fame (1940's)[2]

## Filmografia parziale

### Cinema
- Il tesoro dei faraoni (Kid Millions), regia di Roy Del Ruth (1934)
- Piccoli uomini (Little men), regia di Phil Rosen (1934)
- Nel paese delle meraviglie (Babes in Toyland), regia di Charley Rogers e Gus Meins (1934)
- L'incredibile realtà (Life Returns) (1935)
- Verso il West! (Westward Ho), regia di Robert N. Bradbury (1935)
- Il circo (O'Shaughnessy's Boy), regia di Richard Boleslawski (1935)
- Fuoco liquido (Exclusive Story), regia di George B. Seitz (1936)
- L'ebbrezza dell'oro (Sutter's Gold), regia di James Cruze (1936)
- I diavoli rossi (Daniel Boone), regia di David Howard (1936)
- I falsari (Renfrew of the Royal) regia di Albert Herman (1937)
- Legione nera (Black Legion) regia di Archie Mayo (1937)
- Amore sublime (Stella Dallas), regia di King Vidor (1937)
- Blake of Scotland Yard, regia di Robert F. Hill (1937)
- Il gigante biondo (The Kid Comes Back), regia di B. Reeves Eason (1938)
- Il convegno dei cinque (The Devil's Party), regia di Ray McCarey (1938)
- I fuorilegge della frontiera (The Frontiersmen), regia di Lesley Selander (1938)
- Mr. Smith va a Washington (Mr. Smith Goes to Washington), regia di Frank Capra (1939)
- Partita d'azzardo (Destry Rides Again), regia di George Marshall (1939)
- Alba di gloria (Young Mr. Lincoln), regia di John Ford (1939)
- Il sergente Madden (Sergeant Madden), regia di Josef Von Sternberg (1939)
- Carovana d'eroi (Virginia City), regia di Michael Curtiz (1940)
- La grande missione (Brigham Young), regia di Henry Hathaway (1940)
- Quelli della Virginia (The Howards of Virginia), regia di Frank Lloyd (1940)
- Avventura a Washington (Adventure in Washington), regia di Alfred E. Green (1941)
- Il mio corpo ti scalderà (The Outlaw), regia di Howard Hughes (1943)
- Il cielo può attendere (Heaven Can Wait), regia di Ernst Lubitsch (1943)
- Il pilota del Mississippi (The Adventures of Mark Twain), regia di Irving Rapper (1944)
- Il sortilegio delle Amazzoni (Angel on the Amazon), regia di John H. Auer (1948)
- Iwo Jima, deserto di fuoco ((Sands of Iwo Jima), regia di Allan Dwan (1949)
- Bastogne (Battleground), regia di William A. Wellman (1949)
- Il 7º Lancieri carica (Rocky Mountain), regia di William Keighley (1950)
- L'ultima sfida (Fort Worth), regia di Edwin L. Marin (1951)
- I ponti di Toko-Ri (The Bridges at Toko-Ri), regia di Mark Robson (1954)
- Attila, regia di Pietro Francisci (1954)
- Uno sconosciuto alla mia porta (Stranger at My Door), regia di William Witney (1956)
- Alla frontiera dei Dakotas (The Wild Dakotas), regia di Sigmund Neufeld e Sam Newfield (1956)
- Requiem per un pistolero (Requiem for a Gunfighter), regia di Spencer Gordon Bennet (1965)

### Televisione
- Le avventure di Rex Rider (The Range Rider) – serie TV, 77 episodi (1951-1953)
- Navy Log – serie TV, episodio 1x03 (1955)
- The Gray Ghost – serie TV, episodi 1x07-1x28 (1957)
- Flight – serie TV, episodio 1x08 (1958)
- Pony Express – serie TV, episodio 1x07 (1960)

### Doppiatore
- Pinocchio, regia di Hamilton Luske, Ben Sharpsteen, Bill Roberts, Norman Ferguson, Jack Kinney, Wilfred Jackson e T. Hee (1940)

## Doppiatori italiani
Nelle versioni in italiano dei suoi lavori, Dickie Jones è stato doppiato da:
- Rossella Acerbo in Verso il West![3]
- Corrado Pani in Partita d'azzardo
- Franco Pastorino in Pinocchio